# Kaggali Kaval, Channarayapatna
Kaggali Kaval là một làng thuộc tehsil Channarayapatna, huyện Hassan, bang Karnataka, Ấn Độ.